# Estructura de Richat

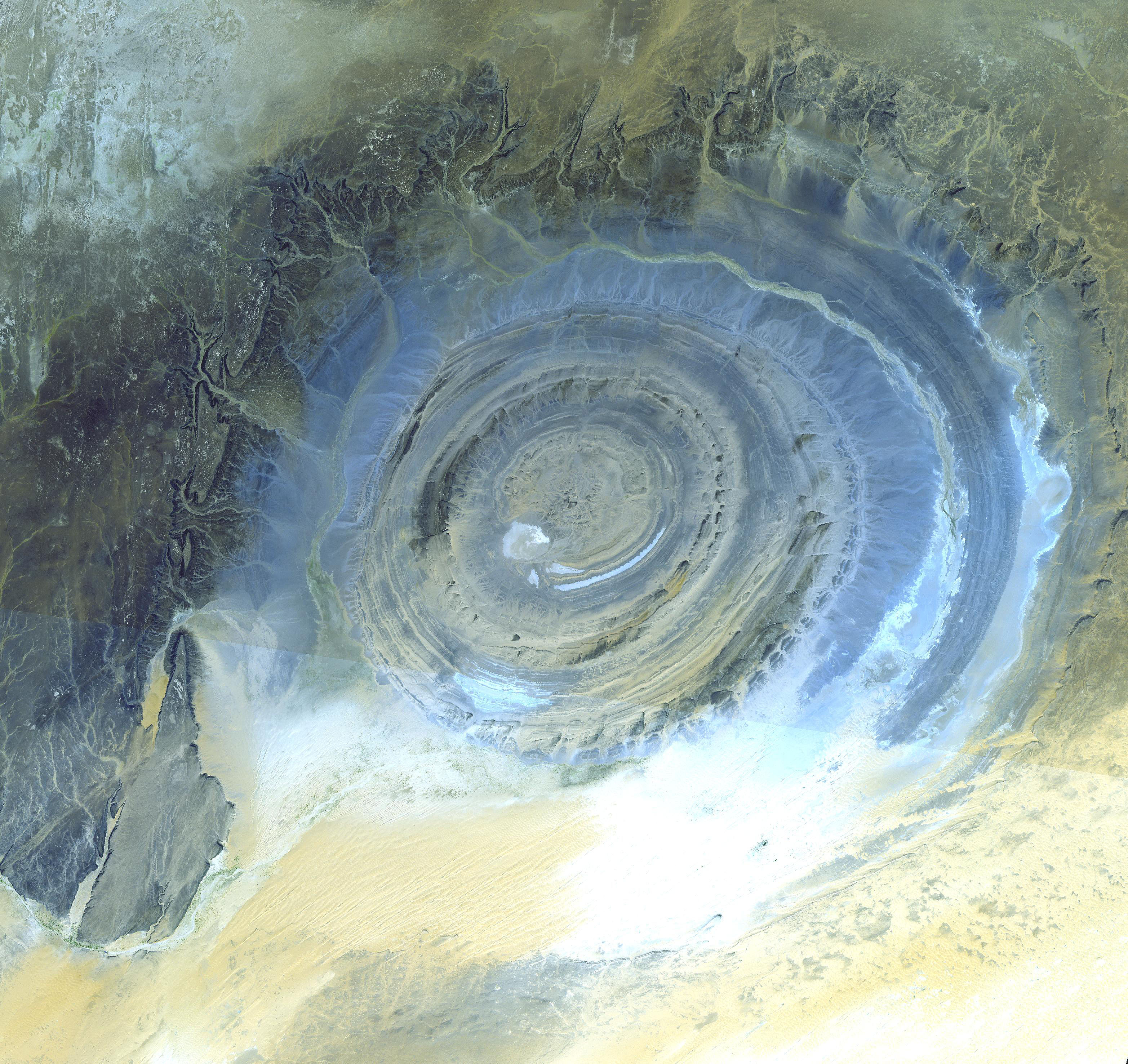
Imagen satelital NASA de la estructura de Richat

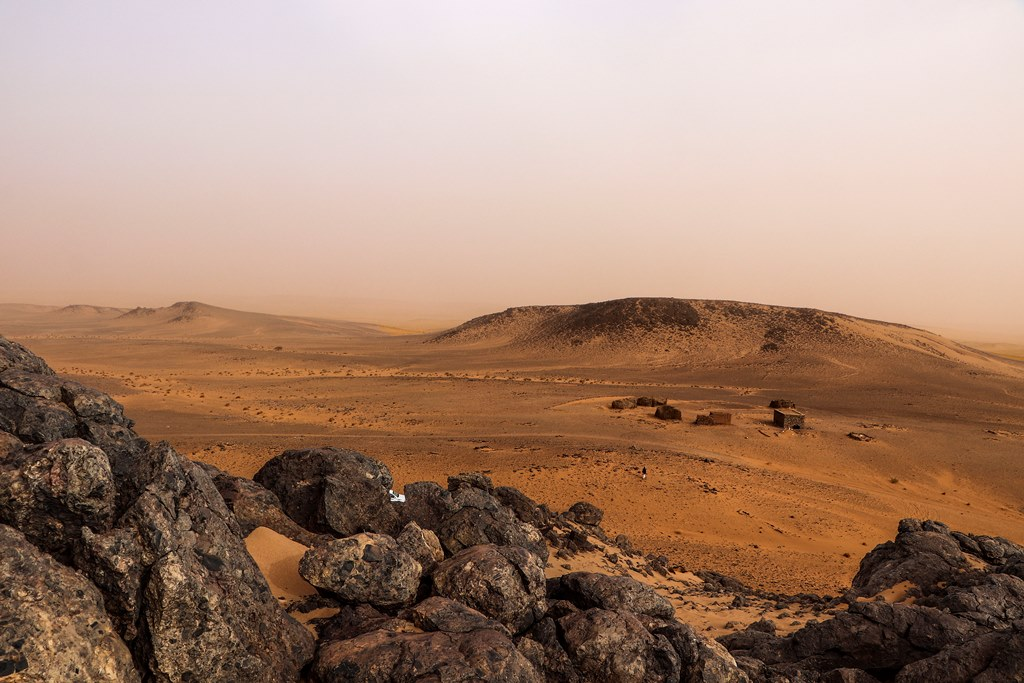
La estructura de Richat vista desde los anillos interiores

La estructura de Richat (21°7.6′N 11°24′O / 21.1267, -11.400) es una estructura geológica singular ubicada en el desierto del Sáhara en Mauritania cerca de Uadane. La estructura, que tiene un diámetro de casi 50 kilómetros, ha llamado la atención desde las primeras misiones espaciales porque forma un raro ojo de buey en la monótona extensión del desierto. Por eso también se lo conoce como el «ojo del Sáhara» u «ojo de África».

## Geología

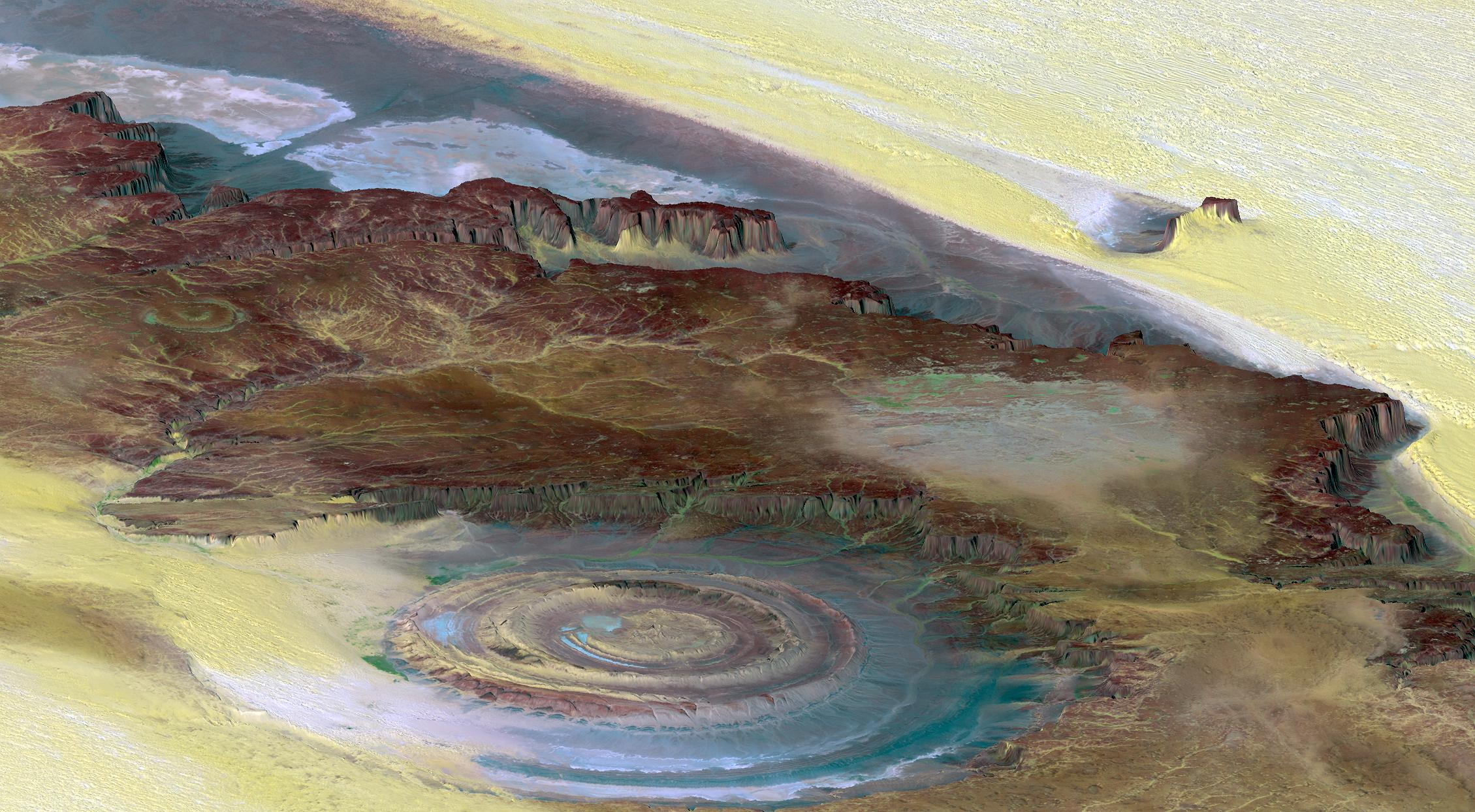
Vista aérea oblicua de la estructura

Hace décadas se consideró como el resultado del impacto de un meteorito debido a su forma circular concéntrica, pero después se ha demostrado que se trata de la sección de un domo anticlinal erosionado a lo largo de millones de años. Ninguno de los estudios realizados ha identificado evidencias de impacto meteorítico (metamorfismo de impacto). La estructura está constituida por rocas del Proterozoico en el centro a Ordovícico en el exterior, con carbonatos (calizas y dolomías) que contienen brechas silíceas del Cretácico originadas por disolución y colapso kárstico, e intruidas por diques anulares de basalto, kimberlita y rocas volcánicas alcalinas. La estructura y su núcleo de brechas se interpretan como la expresión superficial de un complejo magmático alcalino de edad cretácica que afectó a las rocas más antiguas, dando lugar a la karstificación y posterior relleno de origen hidrotermal.